# Lachisch
Lachisch (äldre form Lachisj, bibelns Lakis) är en stad i Israel som ligger cirka 40 kilometer söder om Jerusalem.
Lakis var enligt bibeln gränsfästning innan den intogs av Josua. Staden befästes av kung Salomos son Rehabeam och kung Amasja blev mördad i staden. Den assyriske kungen Sanherib använde den som replipunkt vid Jerusalems belägring.
Utgrävningar av Palestine exploration fund 1890-1893 avslöjade 8 efter varandra byggda städer på platsen. Bland de viktigaste fynden är Lachishbreven, bibliska texter, skrivna på keramik från 500-talet f. Kr. De behandlar Babyloniens invasioner i Israel. Staden förstördes av Nebukadnessar II år 590 f. Kr.

## Historia

### Bronsålder
Lachisch bosattes för första gången under slutet av stenåldern av kananiter och kom sedan under bronsåldern att utvecklas till en mindre stad. På 1600-talet f.Kr. verkar staden ha blivit nedbränd och den var sedan övergiven i cirka hundra år innan den restaurerades och bosattes igen. Det nya Lachisch verkar ha haft starka anknytningar till det Egyptiska imperiet och kungen av Lachisch uppdaterade den egyptiske faraon om vad som pågick i riket vilket tyder på att han var vasallkung till egyptierna och Lachisch verkar ha blomstrat under det egyptiska imperiet. Under den sena bronsålderskollapsen tappade egypterna kontrollen över Kanaan och 1150 f.Kr. brändes Lachisch ned. Staden restaurerades snabbt men blev än en gång nedbränd 1130 f.Kr. och övergavs sedan en längre tid. Det är oklart vad som ligger bakom de två plundringarna av Lachisch under 1100-talet f.Kr. men de två mest accepterade teorierna är att det var Sjöfolken eller inre stridigheter i riket. 

### Järnålder
På 900-talet f.Kr. byggdes staden upp igen, då som del av kungadömet Juda. Staden saknade under denna tid stadsmurar och 925 f.Kr. brändes den ned av farao Sheshonk I i hans kananitiska kampanj. I början av 800-talet f.Kr. byggdes staden upp igen av Judarna och denna gång byggde man även massiva stadsmurar för att skydda staden. Lachisch kom sedan att utgöra den främsta av en serie fästningar och befästa städer som bevakade dalgångarna till Jerusalem från kusten och ansågs därmed vara en viktig stad med sitt eget kungapalats. När Juda gjorde uppror mot Assyrierna som de varit vasallstat till anfölls Lachisch av Sennacherib som efter hårt motstånd lyckades inta staden. Det är oklart exakt vilket år Lachisch föll då Sennacherib genomförde två kampanjer i området, en 701 f.Kr. (Det mest accepterade året) och en 688 f.Kr.. Klart är dock att Sennacherib var mycket nöjd över sin seger då han dedikerade ett helt rum i sitt palats i Nineve till att avbilda slaget. Under belägringen byggde Assyrierna en gigantisk jordramp med vilken de kunde ta sig över murarna och rampen är kvar än idag. Efter den assyriska segern verkar staden än en gång blivit övergiven ett tag. 
På 600-talet f.Kr. kollapsade det assyriska imperiet och Lachisch blev återigen återuppbyggt av judarna. Dess glanstid skulle dock vara kort och 587 f.Kr. erövrades staden av babylonierna under Nebuchadnezzar II och dess befolkning blev del av den babyloniska fångenskapen. Under babylonierna var Lachisch inte längre en stad men en större bostad verkar ha upprättats i ruinerna av Lachisch forna kungapalats. Ett stort altare kallat "solhelgedomen" byggdes även i den forna stadens östra del. Efter att Babylon erövrats av perserna friades judarna och de kunde återvända till sina hemtrakter. Vissa verkar ha återvänt till Lachisch och byggt upp staden igen samt gett den nya stadsmurar. När Alexander den store erövrade området under sin persiska kampanj övergavs staden igen och platsen har därefter förblivit obebodd. 

## Bibliska referenser
Lachisch omnämns i flera stycken av Bibeln och Toran. Första gången staden nämns är i Josua kapitel 10 där Japhia som är kung av Lachisch allierar sig med fyra andra kananitiska kungar och går i strid mot israeliterna. Den kananitiska armén besegras dock i ett bakhåll och Japhia flyr till en grotta där han gömmer sig. Dock påträffas han av israeliterna som avrättar honom. Israeliterna beger sig sedan till Lachisch som de belägrar i två dagar innan de intar staden, därefter dräper de hela stadens befolkning. Efter den Israelitiska erövringen av Kanaan ges staden Lachisch till stammen Juda som del av de västra kull-landet. Att notera är att 1500 skallar påträffats i en grotta nära Lachisch, dessa verkar dock komma från tiden för den Assyriska erövringen och inte från den påstådda israelitiska invasionen av Kanaan.  
I Krönikeböckerna och kungaböckerna berättas att kung Amaziah av Juda flyr till Lachisch efter sitt nederlag mot kung Jehoash av Israel. Där blir han dock tillfångatagen och avrättad.
I Mikas bok varnas invånarna i Lachisch för att assyrierna bränt staden Samaria och att de snart kommer att anfalla Juda. Kung Hiskia av Juda skall senare ha erbjudit Sennacherib tribut i utbyte mot att han avbryter sin belägring av Lachisch. Sennacherib accepterar och avbryter belägringen. Han beger sig sedan mot Jerusalem för att belägra staden men misslyckas och tvingas retirera. Även Jesajaboken, Krönikeböckerna och Kungaböckerna nämner detta och beskriver då hur Sennacherib's armé lämnar Lachisch.
I Jeremiaboken nämns Lachisch som en av de tre sista städerna som faller till babylonierna och i Nehemjas bok berättas att Lachisch återbefolkats av Judar efter Babylons fall till Perserriket. 

## Galleri

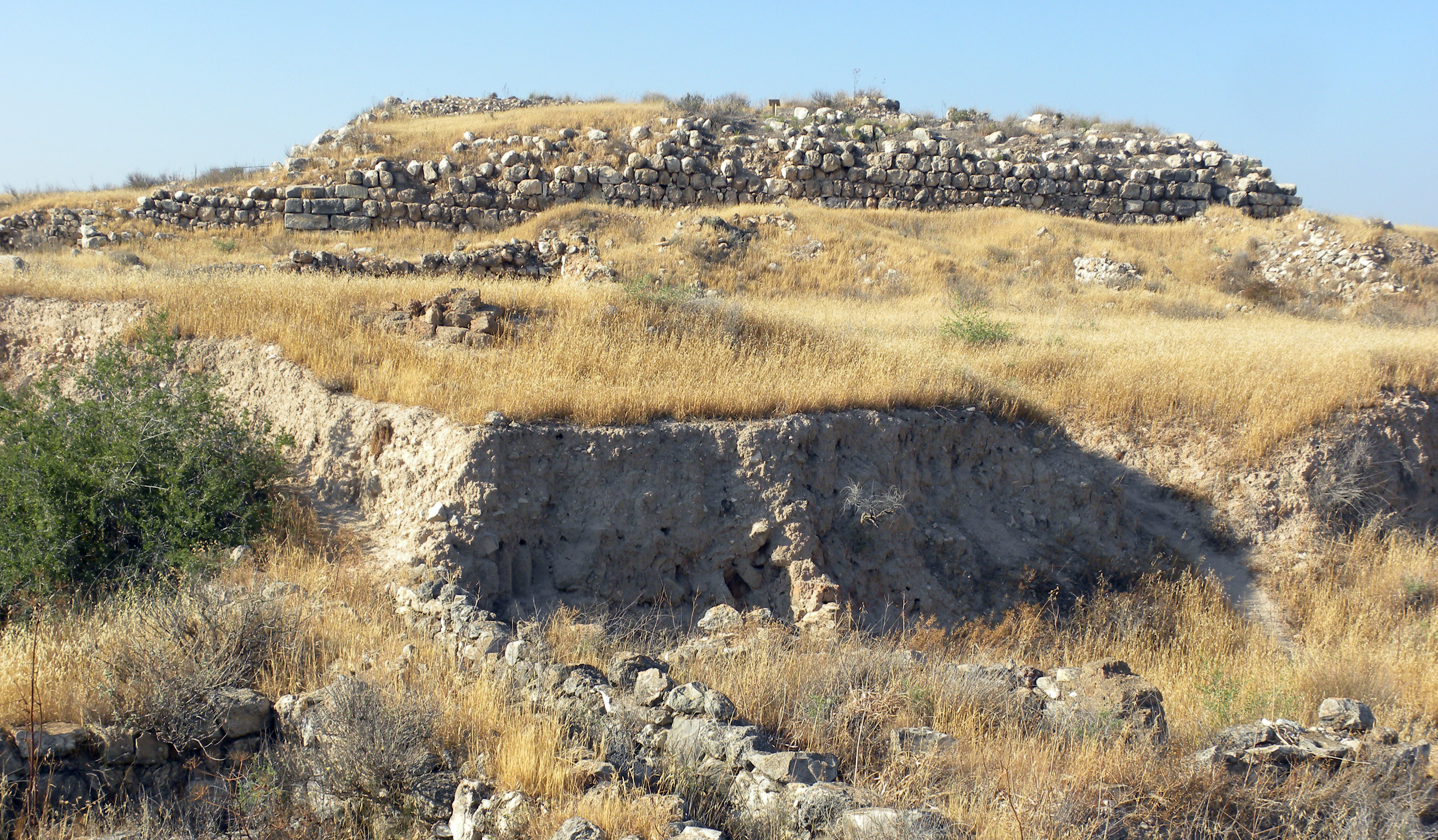
Palatset i Lachisch
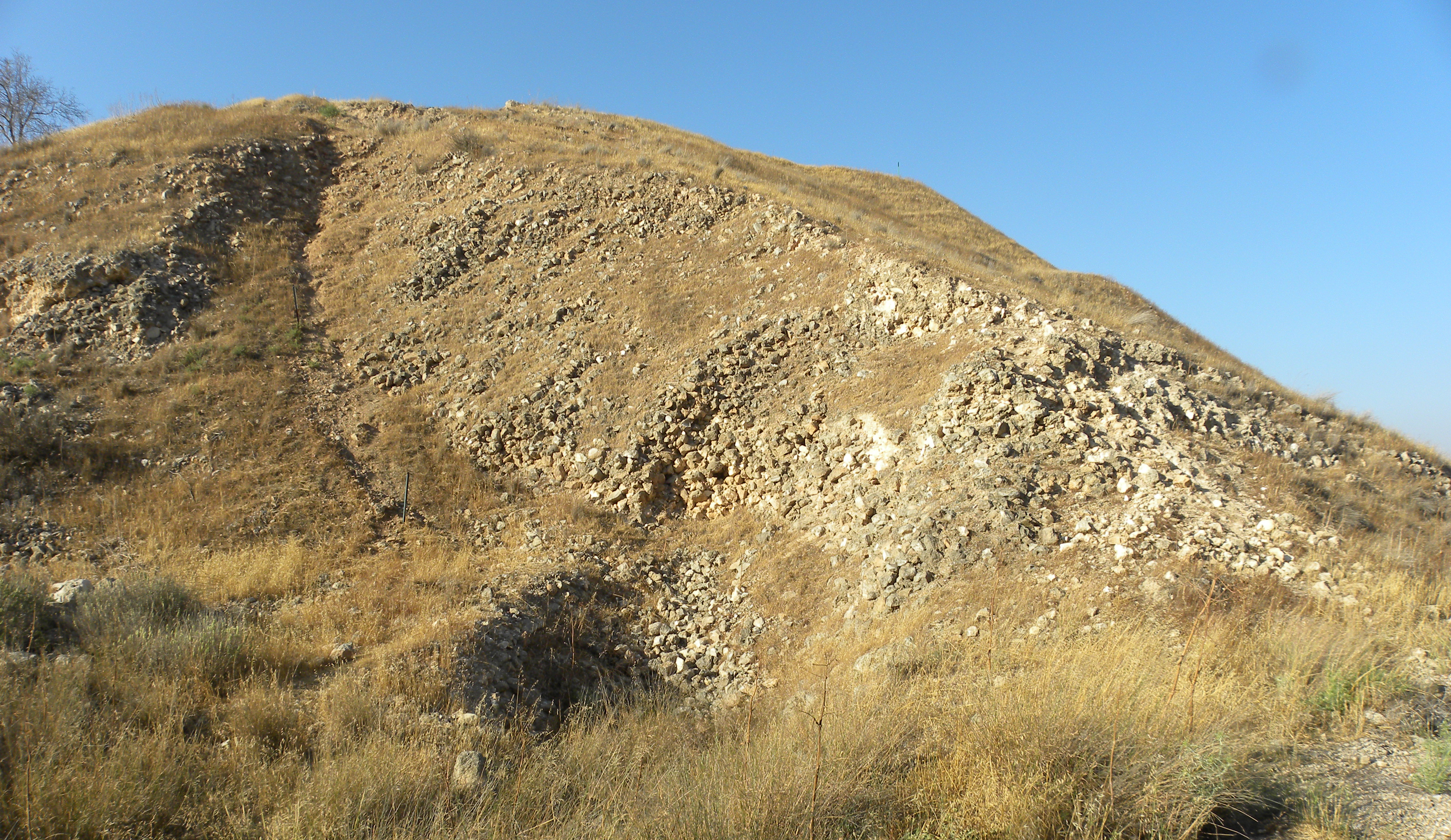
Den assyriska belägringsrampen från erövringen av Lachisch
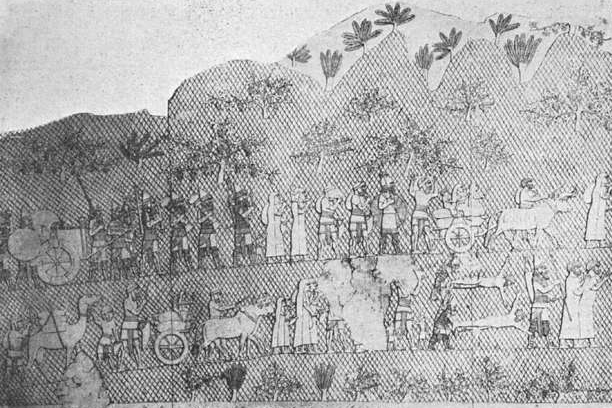
Väggmålning från Nineve som visar hur judarna leds ut ur Lachisch i fångenskap för att bli slavar i det Assyriska imperiet.
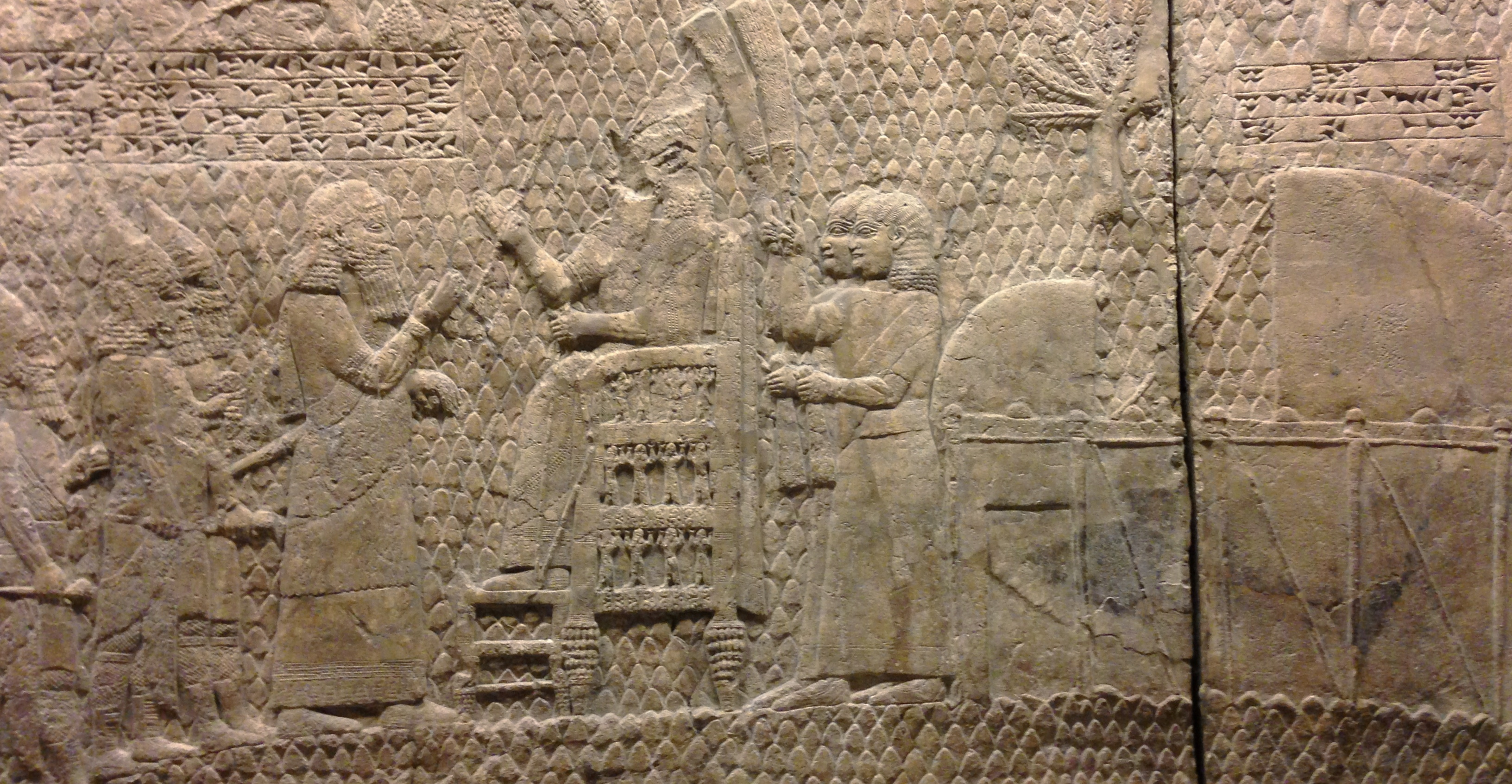
Från väggmålningar i Nineve med inskriften "Sennacherib, den mäktige kungen, kungen av landet Assyrien, sitter på domens tron framför Lachisch. Jag tillåter er att slakta den (staden)"